# Jayden Oosterwolde
Jayden Oosterwolde, né le 26 avril 2001 à Zwolle aux Pays-Bas, est un footballeur néerlandais qui évolue au poste d'arrière gauche au Fenerbahçe SK.

## Biographie

### En club
Né à Zwolle aux Pays-Bas, Jayden Oosterwolde est formé par le FC Twente, qu'il rejoint en 2012 en provenance du ZAC Zwolle. Le 20 juillet 2020, il signe son premier contrat professionnel avec Twente d'une durée de trois ans.
Oosterwolde joue son premier match en professionnel le 12 septembre 2020 contre le Fortuna Sittard, en championnat. Titularisé, il se fait remarquer en délivrant une passe décisive sur l'ouverture du score de Queensy Menig et son équipe l'emporte par deux buts à zéro.
Le 17 octobre 2020, il inscrit son premier but en championnat, sur la pelouse du Willem II (victoire 0-3).
Le 31 janvier 2022, lors du mercato hivernal, Jayden Oosterwolde est prêté jusqu'à la fin de saison avec obligation d'achat sous certaines conditions au Parme Calcio,.
Jayden Oosterwolde rejoint la Turquie et le club de Fenerbahçe SK le 30 janvier 2023. Il signe un contrat de quatre ans et demi, soit jusqu'en juin 2027,.
Oosterwolde inscrit son premier but pour le Fenerbahçe SK le 24 août 2023, lors d'une rencontre qualificative pour la phase de groupe de la Ligue Europa Conférence 2023-2024 face à son ancien club, le FC Twente. Il est titularisé et participe donc au succès de son équipe par cinq buts à un.

### En sélection
En août 2021, Jayden Oosterwolde est appelé pour la première fois avec l'équipe des Pays-Bas espoirs. Il déclare toutefois forfait en raison d'une blessure.